# Université du Commerce d'Osaka

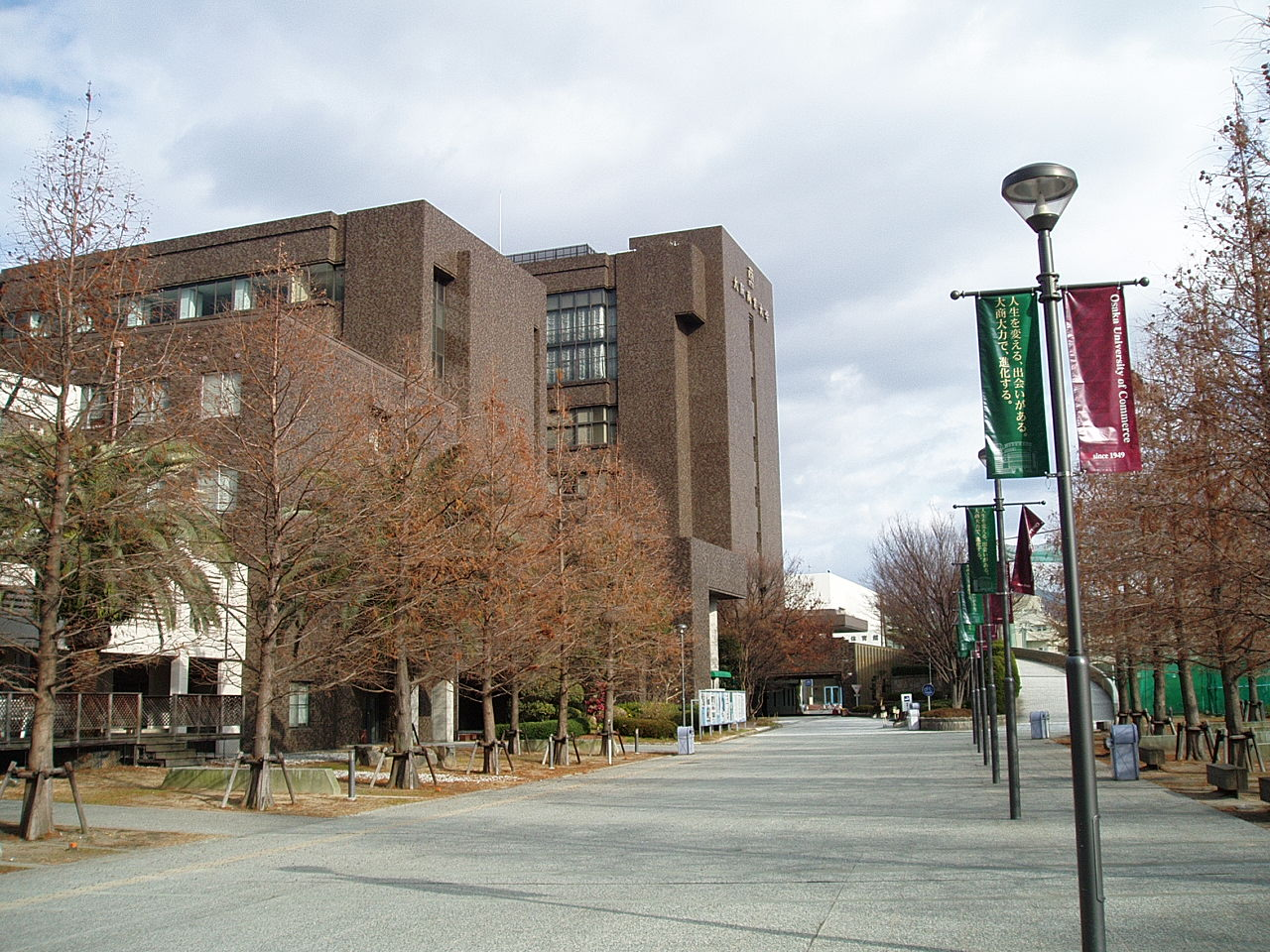
Université du Commerce d'Osaka

L'Université du Commerce d'Osaka (大阪商業大学, Ōsaka shōgyō daigaku), en abrégé Daishōdai (大商大), est une université privée située à Higashiōsaka, dans la Préfecture d'Osaka, au Japon.

## Histoire
L’établissement a été fondé en 1928 sous le nom d'École de Commerce Osaka Joto  (大阪城東商業学校), par Noboru Tanioka (谷岡登, 1894-1974). C’était une école de cinq ans pour les garçons (de 12-17 ans ou plus âgés). L'école a été touchée par le Typhon Muroto de 1934, et le bâtiment de l'école a été reconstruit en béton armé en 1935 (aujourd'hui, c'est le Tanioka Memorial Hall). En 1944, durant la seconde Guerre Mondiale, l'école a été fortement restructurée sous le nom d'École Technique Fusé (布施工業学校); elle a été restaurée comme école de commerce après la guerre.
En septembre 1947, l'école a fusionné avec le Collège pour femmes Katano (交野女子専門学校) pour constituer le Collège d'enseignement Professionnel Joto (城東専門学校, un collège de trois ans, de 17 à 20 ans ou plus). L'ancienne école de commerce a été réorganisée comme une haute école en 1948 en vertu du nouveau système d'éducation du Japon (aujourd'hui, c'est le Lycée de l'Université du Commerce d'Osaka).
En 1949, l'école de formation Professionnelle Joto est devenue l’Université Professionnelle Joto (Joto Vocational University (大阪城東大学, Ōsaka jōtō daigaku) ou Université Osaka Joto. JVU avait une faculté: la faculté de sciences économiques. L'université a été rebaptisée Université du Commerce d'Osaka  en 1952, et sa faculté a été rebaptisée Faculté de Commerce et d'Économie.

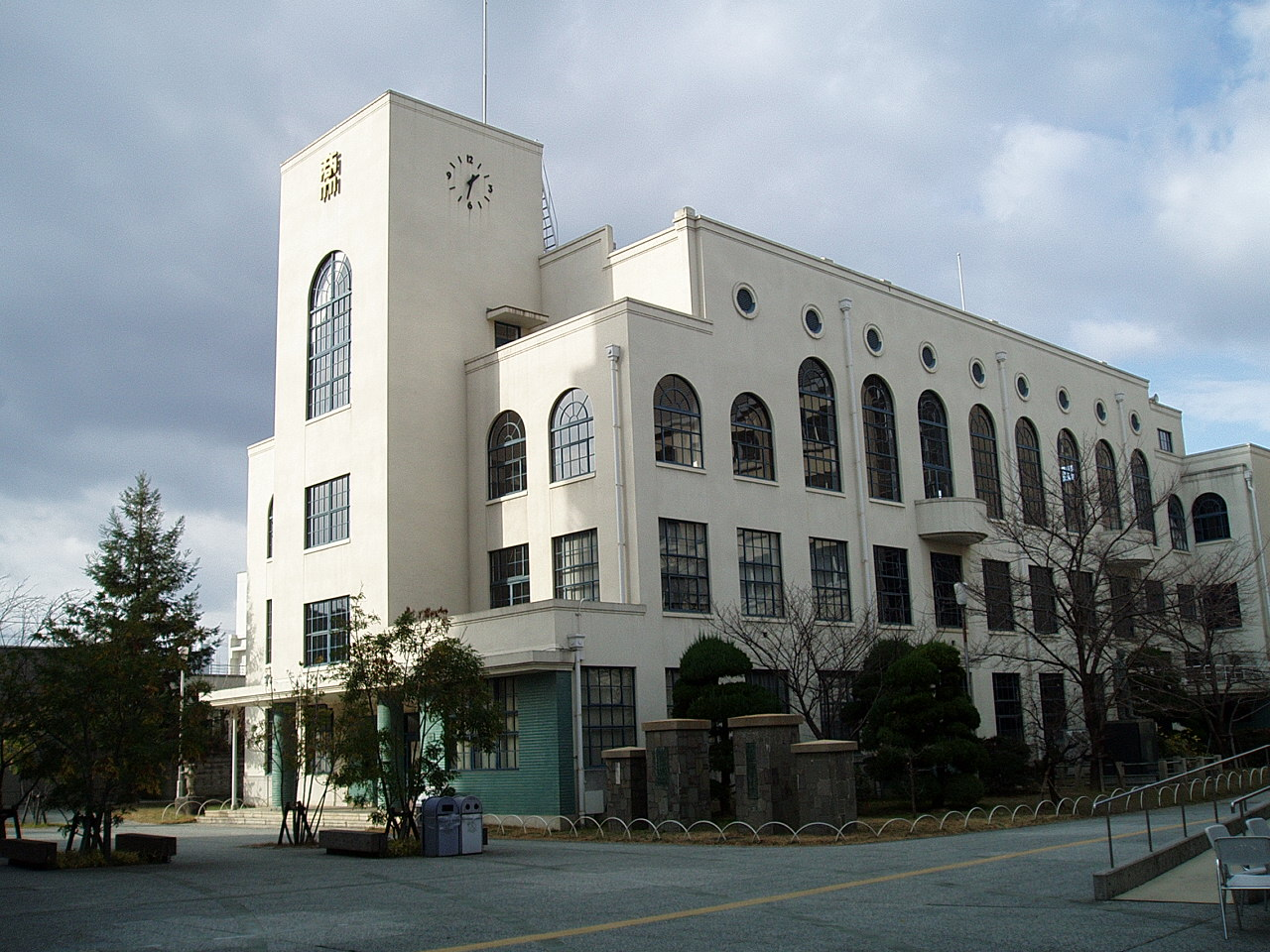
Tanioka Memorial Hall

En 1997, OUC a créé une École d'études Supérieures (Études de Politique Régionale, un master).
En 1999, fut ajouté un cours doctoral.
En 2000, la Faculté de Commerce et de l'Économie a été réorganisée en deux facultés: Sciences économiques et Administration des Affaires.

## Facultés (Premier Cycle)
- Sciences économiques
  - Département de sciences économiques
- Administration des Affaires
  - Département de Gestion
  - Département du Commerce
  - Département de la Gestion Publique

## Deuxième cycle
- Études de politique régionale

## Instituts
- Institut d’Études Regionales
- Institut d’Étude de l'Industrie du Divertissement
- Musée d'Histoire du Commerce (dans le Tanioka Memorial Hall)
- U-Media Center GATEWAY (Bibliotheque)